# 科爾多瓦山脈

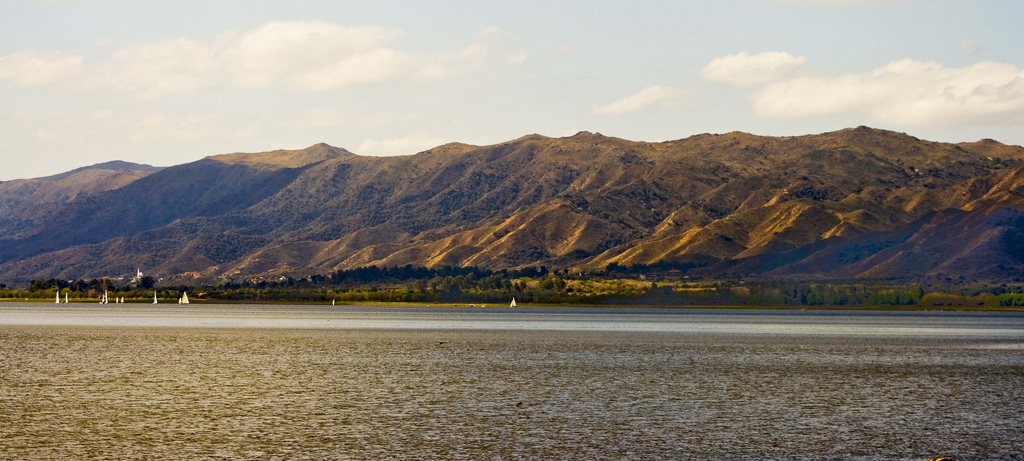

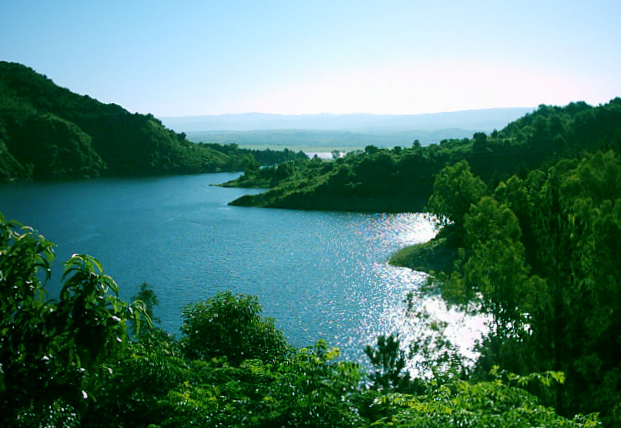

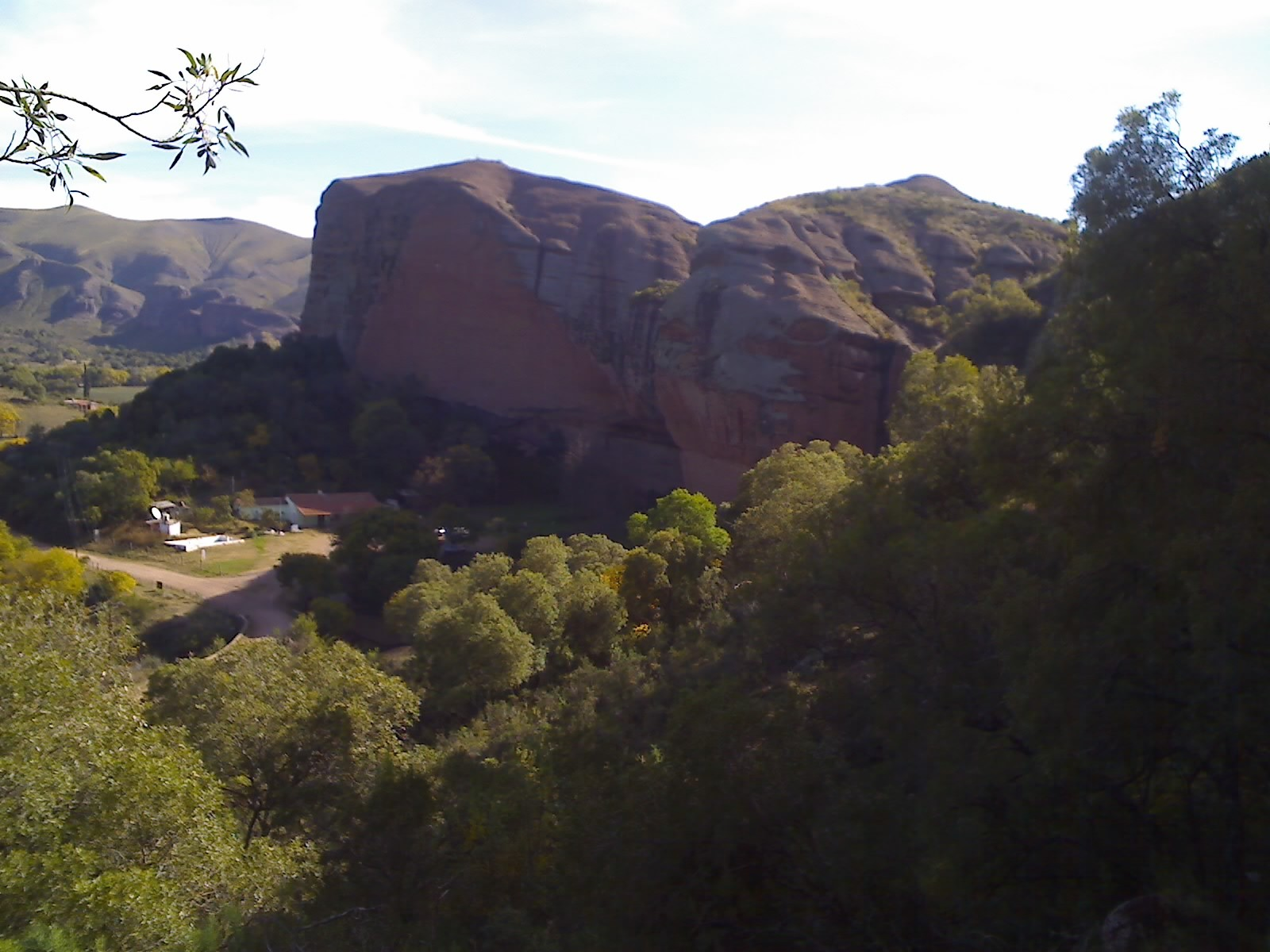

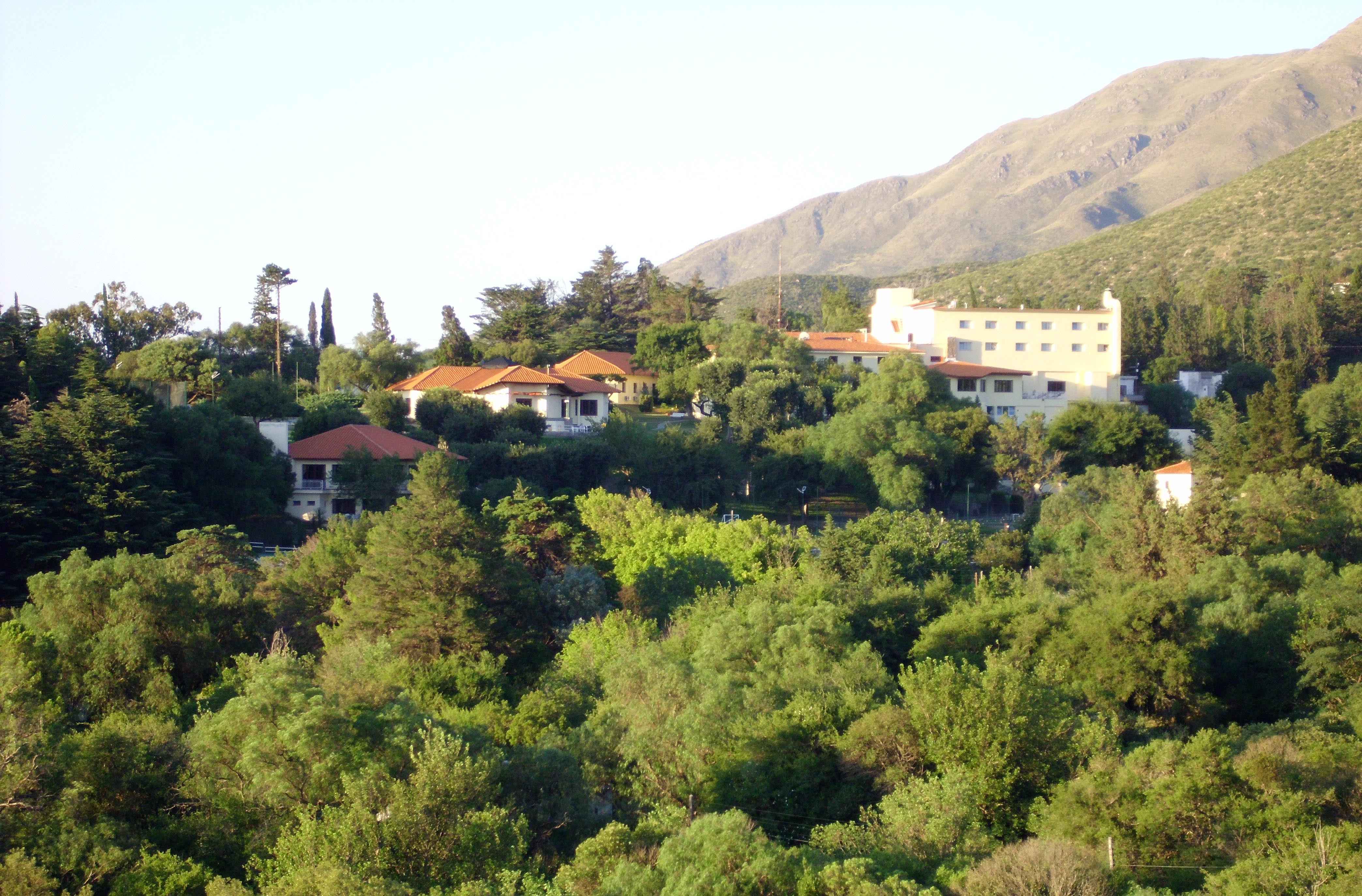

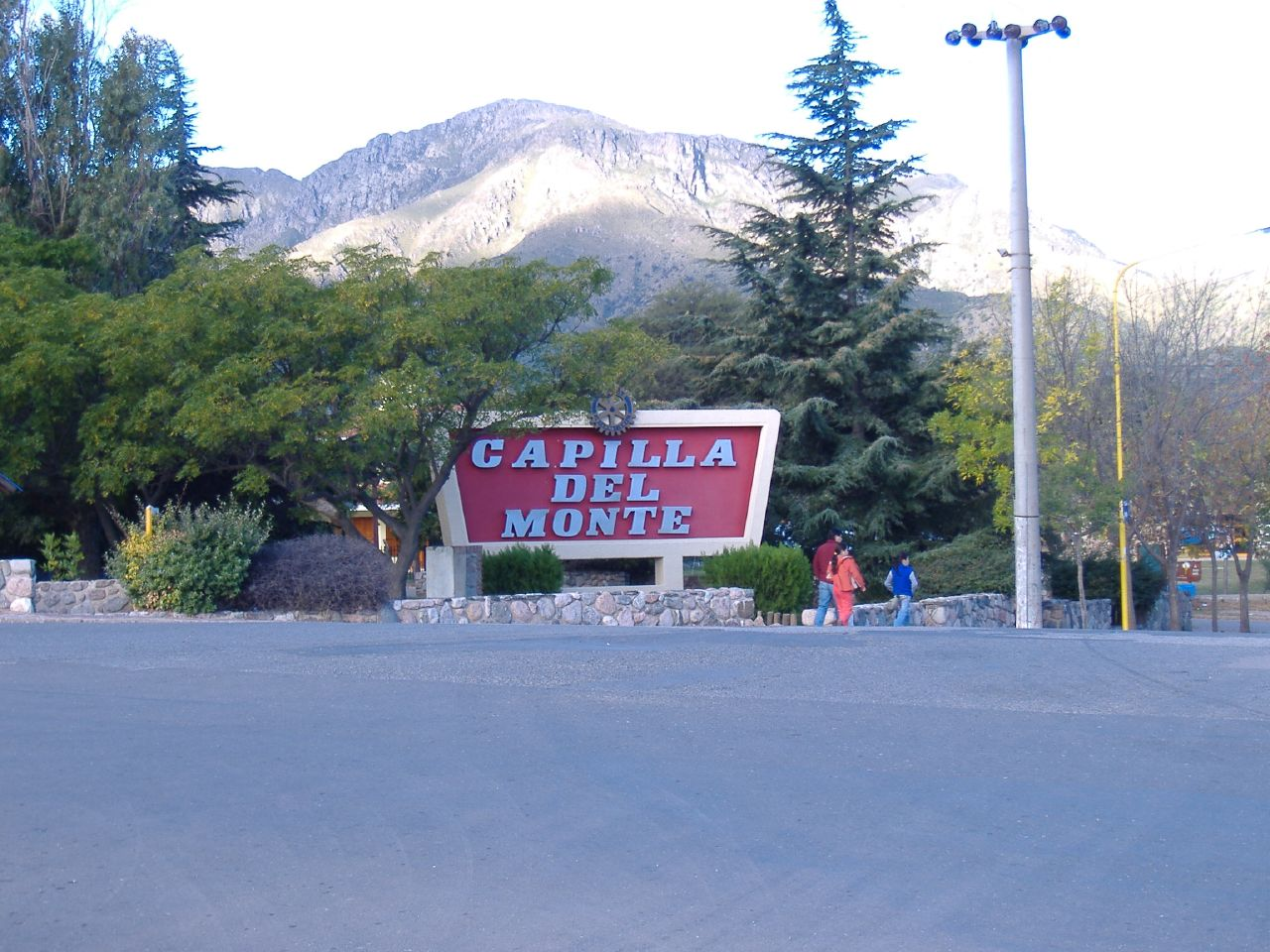

科爾多瓦山脈（西班牙語：Sierras de Córdoba）是阿根廷的山脈，位於該國中部，由科爾多瓦省負責管轄，最高點海拔高度2,790米，該地區主要經濟活動有畜牧業和旅遊業。

## 外部連結
- Región Traslasierra

31°30′S 65°00′W / 31.500°S 65.000°W